# Brisa (refrigerantes)
Brisa é uma marca de refrigerantes madeirense, produzida pela Empresa de Cervejas da Madeira. Actualmente a marca Brisa procura expandir-se além fronteiras apostando principalmente nos mercados onde existe uma comunidade madeirense.

## História[2]
- 1969 — Surge a marca Brisa, nos sabores Laranja, Limonada e Água Tónica;
- 1970 — A Brisa Maracujá é fabricada a partir de sumo de maracujá roxo (Passiflora edulis) e água tratada levemente carbonatada. Não tem corantes;
- 1974 — O refrigerante Brisa é lançado a embalagem de litro reutilizável;
- 1988 — É lançado o sabor maçã;
- 1989 — É lançado o sabor ananas;
- 1997 — Foi lançada a embalagem de 1,5 litro para os maracujá e maçã;
- 2002 — Lançamento uma nova logamarca para os refrigerantes da linha Brisa e o sabor Pré-Mix;
- 2003 — É lançado a Brisa Cola;
- 2004 — Surge o novo sabor laranja;
- 2007 — Brisa lança o sabor cola Zero.

## Variantes da marca
O refrigerante da marca Brisa possui as seguintes variantes:
- Brisa Água Tónica
- Brisa Ananás
- Brisa Cola
- Brisa Cola Light
- Brisa Cola Zero
- Brisa Laranja
- Brisa Limonada
- Brisa Maçã (Lanç. 1988)
- Brisa Maracujá
- Brisa Manga Mix